# Wheelers Raid
Wheelers Raid vond plaats tussen 1 oktober – 9 oktober 1863 in zuidoostelijk Tennessee tijdens de Amerikaanse Burgeroorlog. De Zuidelijke cavalerie onder leiding van generaal-majoor Joseph Wheeler behaalde enkele successen maar leed serieuze verliezen toen ze de rivier de Tennessee probeerde te bereiken.

## Achtergrond
Na de nederlaag bij Chickamauga trok het Noordelijke Army of the Cumberland onder leiding van generaal-majoor William S. Rosecrans zich terug naar Chattanooga, Tennessee. Deze stad werd omsingeld en belegerd door de Army of Tennessee onder leiding van de Zuidelijke generaal Braxton Bragg. Hoewel de Noordelijken nog een spoorlijn bij Bridgeport in handen hadden, dienden ze al hun voorraden aan te voeren met karren omdat de Zuidelijken het strategisch gelegen Lookout Mountain bezet hielden. Ook de rivier de Tennessee kon gemakkelijk aangevallen worden door Zuidelijke eenheden. Daarom liet Rosecrans de broodnodige voorraden over een 90 km lange weg aanvoeren met karren. Wheeler kreeg het bevel van Bragg om met zijn cavaleriekorps de Noordelijke aanvoerlijn door te snijden.

## Anderson's Cross Roads
Wheeler vertrok op 1 oktober met de divisies van brigadegeneraal Frank Crawford Armstrong en generaal-majoor William T. Martin. Ook een detachement van generaal-majoor John A. Whartons divisie werd meegestuurd. Wheeler brak kort daarop door het cavaleriescherm van brigadegeneraal George Crooks 2nd Cavalry Division bij Decatur, Tennessee. Op 2 oktober overviel hij bij Anderson’s Cross Roads een bagagetrein van 800 karren. De Zuidelijken namen de weinige bewakers gevangen. De muilezels werden afgemaakt en de karren werden na een acht uur durende plundering in brand gestoken.
Kort daarop arriveerde de brigade van kolonel Edward M. McCook. In een reeks van schermutselingen verloor McCook 70 soldaten. Hij heroverde wel de overlevende muilezels en bracht verliezen toe aan de Zuidelijke cavalerie ter grootte van 270 soldaten. Whartons divisie rukte op naar McMinnville, Tennessee. Daar verloor hij 23 soldaten tegenover 388 Noordelijken. Ondertussen slaagde Crook erin om Wheelers hoofdmacht weg te houden van Murfreesboro, Tennessee, de grootste Noordelijke depot in de regio.

## Farmington
Rond 7 oktober concentreerde brigadegeneraal Robert Byington Mitchell de eenheden van McCook en Crook bij Shelbyville, Tennessee. Die dag bracht Crook zware verliezen toe aan Henry B. Davidsons brigade (Whartons divisie) bij Farmington. De achtervolging werd ingezet in zeer slecht weer. Wheeler en de rest van zijn troepen ontsnapten over de Tennessee op 9 oktober bij Rogersville, Alabama.

## Gevolgen
Wheeler kon aanzienlijke schade toebrengen aan bevoorradingslijn van Rosecrans. Hij vernietigde 500 karren en ongeveer 1.000 muilezels. Toch keerde zijn eenheid zwaar gehavend terug uit de strijd. De volgende geplande raids van brigadegeneraal Phillip Roddey en generaal-majoor Stephen D. Lee werden afgelast.